# Remoção do pênis

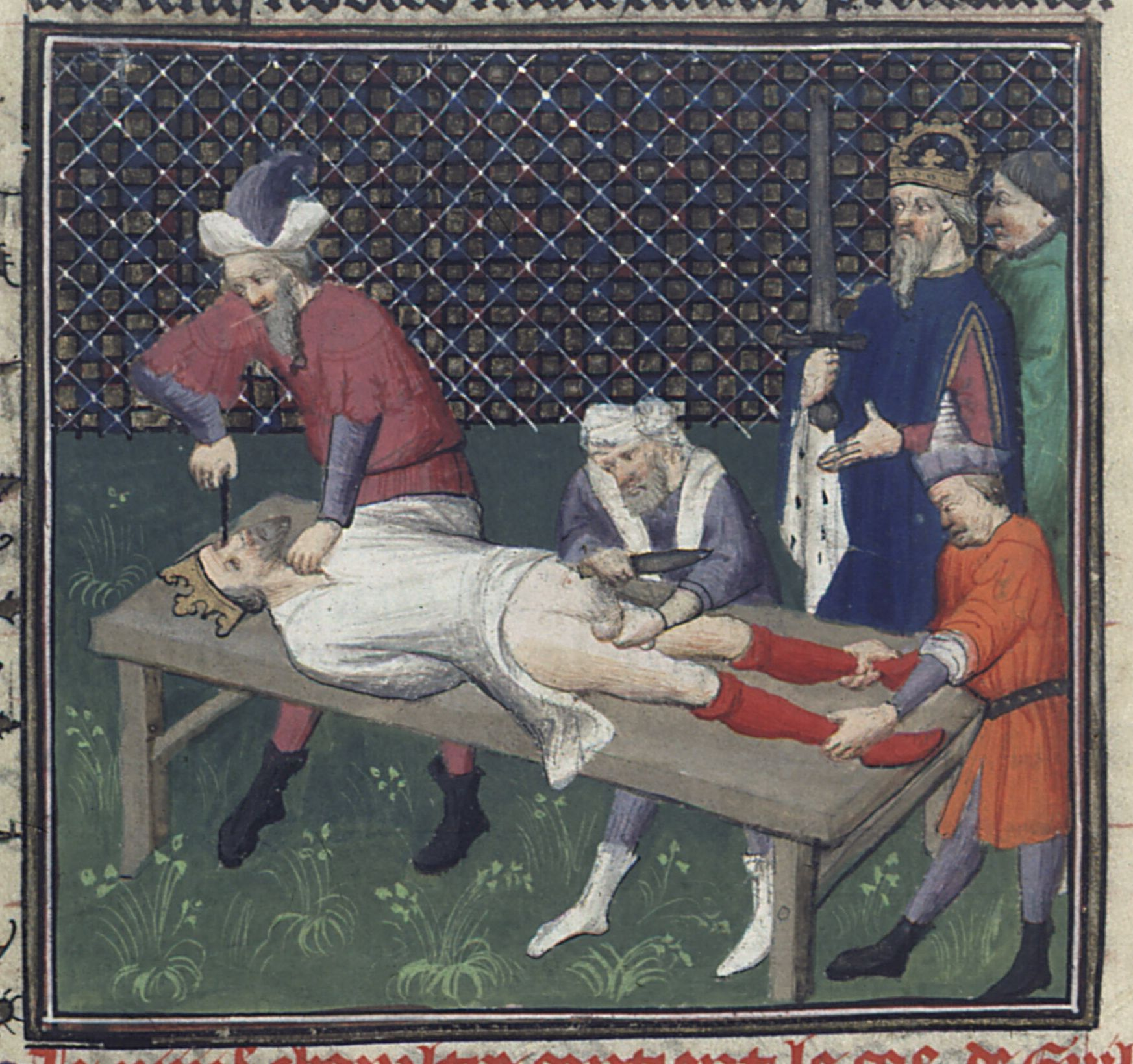
Sofrimento de Guilherme III da Sicília

Em civilizações antigas, a remoção do pênis humano era, por vezes, usada para demonstrar superioridade ou domínio sobre um inimigo. Os exércitos ocasionalmente cortavam os pênis de seus inimigos para contar os mortos, bem como para obter troféus. A prática da castração (remoção dos testículos) às vezes envolvia a remoção de todo ou parte do pênis, geralmente com um tubo inserido para manter a uretra aberta para urinar. A castração foi usada para criar uma classe de servos ou escravos chamados eunucos em muitos lugares e épocas diferentes.
Na Rússia, homens de um grupo devoto de cristãos conhecidos como skoptsy foram castrados, passando por uma "castração maior", que implicava a remoção do pênis, ou "castração menor", na qual o pênis permanecia no lugar, enquanto as mulheres skoptsy eram submetidas a mastectomia. Esses procedimentos foram realizados em um esforço para eliminar a luxúria e restaurar o cristão a um estado primitivo que existia antes do pecado original.
Na era moderna, a remoção do pênis humano para qualquer atividade desse tipo é muito rara (com algumas exceções listadas abaixo), e as referências à remoção do pênis são quase sempre simbólicas. A castração é menos rara e é realizada como último recurso no tratamento do câncer de próstata sensível a andrógenos.

## Remoção do pênis na medicina e psicologia
Alguns homens sofrem amputações penianas, conhecidas como penectomias, por motivos médicos. O câncer, por exemplo, às vezes exige a remoção total ou parcial do pênis. Em alguns casos, circuncisões malfeitas na infância também resultaram em penectomias totais ou parciais. Um homem cujo pênis foi removido pode ter um ou mais problemas com sua personalidade, micção, vida sexual e testículos vulneráveis; ele também pode experimentar um pênis-fantasma (ver membro-fantasma).
Os procedimentos cirúrgicos genitais para mulheres trans (transgênero ou transexuais) submetidas à cirurgia de redesignação sexual geralmente não envolvem a remoção completa do pênis; parte ou toda a glande é geralmente mantida e remodelada como um clitóris, e a pele da haste do pênis também pode ser invertida para formar a vagina. Quando procedimentos como este não são possíveis, outros procedimentos, como a colovaginoplastia, são usados e envolvem a remoção do pênis.
Problemas relacionados à remoção do pênis aparecem na psicologia, por exemplo, na condição conhecida como ansiedade de castração.
Alguns homens foram submetidos a penectomias como uma modificação corporal voluntária, incluindo-a como parte de um transtorno dismórfico corporal. A opinião profissional divide-se quanto ao desejo de amputação peniana como patologia, tanto quanto todas as outras formas de tratamento por amputação para transtorno dismórfico corporal. Subincisão voluntária, remoção da glande do pênis e bifurcação do pênis são tópicos relacionados.

## História de remoção involuntária do pênis

### China
Na China antiga, por crimes como adultério, atividades "licenciosas" e "promíscuas", os homens tinham seus pênis removidos além de serem castrados. Esta era uma das cinco punições que podiam ser legalmente infligidas a criminosos na China. O crime exato foi chamado de gong e se referia a sexo "imoral" entre homens e mulheres. A punição afirmava: "Se um homem e uma mulher se envolverem em relações sexuais sem moralidade, suas punições serão castração e sequestro [respectivamente]". Eles foram projetados para desfigurar permanentemente para o resto da vida. "Castração", na China, significava o corte do pênis além dos testículos, após o que os criminosos eram condenados a trabalhar no palácio como eunucos. A punição era chamada de gōngxíng (宫刑), que significava "punição palaciana", já que homens castrados seriam escravizados para trabalhar no harém do palácio. Também era chamado de "fǔxíng"(腐刑). Os maridos que cometiam adultério eram punidos com castração, conforme exigido por esta lei.

### Japão
A retirada do pênis foi usada como punição para os homens no período Heian no Japão, onde substituiu a execução. Era chamado de rasetsu 羅切 (らせつ), e era separado da castração que era chamada de kyūkei 宮刑 (きゅうけい). O rasetsu foi feito voluntariamente por alguns sacerdotes budistas japoneses para garantir o celibato. O rasetsu também era conhecido no período Edo no Japão.
A palavra rasetsu foi usada na literatura japonesa e foi formada a partir dos componentes "ra" de "mara", que significava pênis, e "setsu", que significava corte.
Kyūkei, no direito japonês, se referia à punição de castração, que era usada para criminosos do sexo masculino, e confinamento para mulheres.

### Tráfico árabe de escravos
O tráfico árabe de escravos fornecia muitos eunucos que eram mais valorizados e com preços mais elevados. Os meninos africanos geralmente eram sujeitos à remoção do pênis, bem como à castração.

## Tratamento e efeitos da remoção do pênis
Um estudo sobre a recolocação do pênis na China descobriu que, em um grupo de cinquenta homens, todos, exceto um, re-adquiriram a funcionalidade, embora alguns envolvessem cirurgia reconstrutiva completa usando tecido e osso. Consta que alguns desses homens mais tarde tiveram filhos.

### Faloplastia
Se a recolocação não for uma opção (como o pênis não ser recolocado por muito tempo depois de 24 horas), os médicos podem reconstruir um pênis a partir de músculo e pele enxertados de outra parte do corpo, como o antebraço. No entanto, um implante peniano é necessário para que uma ereção seja possível, pois o pênis reconstruído pareceria estranho e não seria capaz de ejacular, ou ejacular com menos força. Os pacientes costumam ficar insatisfeitos com o pênis reconstruído. Desde 2015, a Zephyr Surgical Implants produz implantes penianos maleáveis e infláveis, especialmente projetados para cirurgias de faloplastia. Ficar de pé durante a micção é uma vantagem oferecida por um pênis reconstruído. Se a reconstrução do pênis não for feita, o paciente terá que se agachar para urinar, pois os médicos redirecionam a entrada da uretra para abaixo do escroto.